# Thomas Egerton, 1. Earl of Wilton

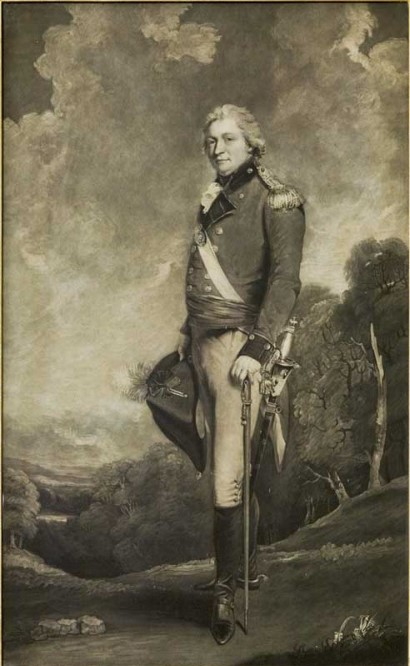
Thomas Egerton, 1. Earl of Wilton

Wappen des Thomas Egerton, 1. Earl of Wilton

Thomas Egerton, 1. Earl of Wilton (* 14. Mai 1749; † 23. September 1814) war ein britischer Peer und Tory-Politiker.
Er war der Sohn des Unterhausabgeordneten Sir Thomas Grey Egerton, 6. Baronet (um 1721–1756), aus dessen Ehe mit Catherine Copley († 1791). Er war noch minderjährig, als er beim Tod seines Vaters 1756 dessen 1617 in der Baronetage of England geschaffenen Adelstitel als 7. Baronet, of Egerton and Oulton in the County of Chester, erbte.
Er besuchte die Westminster School uns studierte am Christ Church College der Universität Oxford. Er bewohnte das Anwesen Heaton Hall bei Manchester.
Am 12. September 1769 heiratete er seine Cousine Eleanor Assheton († 1816), Tochter des Sir Ralph Assheton, 3. Baronet, und der Eleanor Copley. Mit ihr hatte er eine Tochter, Eleanor Egerton (1770–1846), die 1794 Robert Grosvenor, 1. Marquess of Westminster heiratete.
Von 1772 bis 1784 war er als Knight of the Shire für Lancashire Mitglied des House of Commons. Während des Amerikanischen Unabhängigkeitskrieges stellte er 1778 auf eigene Kosten in Manchester ein Infanterieregiment zum Einsatz in Amerika auf. Zur Unterhauswahl im April 1784 trat er nicht mehr an und wurde am 15. Mai 1784 in der Peerage of Great Britain zum Baron Grey de Wilton, of Wilton Castle in the County of Hereford. Er wurde dadurch Mitglied des House of Lords.
Am 26. Juni 1801 wurden ihm zudem in der Peerage of the United Kingdom die Titel Earl of Wilton, of Wilton Castle in the County of Hereford, und Viscount Grey de Wilton verliehen. Da er keine Söhne hatte, erfolgte die Verleihung dieser beiden Titel mit dem besonderen Zusatz, dass diese in Ermangelung männlicher Nachkommen auch an den zweitgeborenen Sohn seiner Tochter, Hon. Thomas Grosvenor, und dessen männliche Nachkommen und in deren Ermangelung an dessen jüngere Brüder und deren männliche Nachkommen vererbbar sei.
Als er 1814 starb, ohne Söhne zu hinterlassen, erlosch der Baronstitel. Das Earldom und die Visountcy fielen an seinen Neffen und die Baronetcy an seinen nächsten Verwandten in männlicher Linie, seinen Cousin vierten Grades, John Egerton of Oulton (1766–1825).